# A falu
A falu (The Village) az indiai származású amerikai filmrendező M. Night Shyamalan filmdrámája egy fiatal vak nőről, aki életet próbál menteni, de ehhez kénytelen szembeszegülni szülőfaluja szigorú törvényeivel. A filmet a rendező saját forgatókönyvéből készítette 2004-ben.

## A film hangulatáról
Mivel a film feloldja a thriller elején kialakuló feszültséget, nem öncélú a félelemkeltés, hanem együtt jár a történet témájával.
„A rendező pedig olyan könnyedséggel terelget, mintha mi, nézők gombnyomásra működnénk, s taszít bele a rettegésbe, hogy a következő képsorral ne csak feloldást nyújtson, hanem meg is nevettessen. A precízen adagolt, szélsőséges érzelmi impulzusok vezetnek aztán olyan feszültséghez, ami az újabb fordulatok rejtette kulcsok és megfejtés ellenére is megmarad és befolyásol.”

## Tematika
A félelem kialakulása és a leküzdés nehézségei állnak a film középpontjában. A faluvezetés és a fiatalok szembefordulásán keresztül a történet szembeállítja egymással a falusi idill árát és a biztonság mulandóságát is. 
„A falu – mint filmélmény és munka – több kérdést, témát is felvet többféle szemszögből, azaz befészkeli magát a nézők fejébe vagy fantáziájába, és megdolgoztatja azt.”

## Kiindulópont
Azt beszélik, hogy a kis falu közelében, az erdőben misztikus lények laknak. Erre különös jelekből következtetnek a falusiak, de a közösség megtalálja a módját annak is, hogy együtt éljen a félelemmel. Őrt állnak, berendezkednek a veszélyre és éveken át boldogok, míg egyszer megszólal a vészharang, ami határsértést jelent.
„…A baljóslatú fenyegetés miatt elszabadulnak az indulatok a faluban.” 

## A történetről
A település alapítása óta érvényes, hogy bármi, vagy bárki legyen is az, aki veszélyeztethetné a boldogságot, a legkeményebben fellépnek ellene a falu lakói. A vezetőség ugyanis úgy döntött, hogy soha nem fog válogatni az eszközökben, ha meg kell védeni életformájukat. A thriller bemutatja azokat a következményeket, amelyekhez a falu alapítóinak kezdeti elhatározása vezetett.
Egyedül vág neki a lány a rejtelmes erdőnek, ahol a szóbeszéd szerint veszélyes teremtmények laknak: "azok, akikről nem beszélünk". Mivel az otthon rendje egyik napról a másikra teljesen felbomlott, a lány megkockáztatja, hogy akkor is segítséget hoz, ha ehhez idegen helyeken, vakon tapogatózva kell túljutnia. Egy jelképes világban, határátlépések után a vak szerelem és a halál versenyfutása kezdődik meg. Veszélyes útja során kitárul előtte a világ és sok mendemondát leleplez. Ezek között akad azonban olyan is, amely váratlanul mégis valóra válik, és életére tör.

## Vélemények
"…most Shyamalan egy, az emberiség kollektív tudatalattijában létező érzéshez nyúlt, mégpedig a megfoghatatlan (sötét) ismeretlentől való rettegésünkhöz."
…a rendező eddigi legfurcsább filmje...

## Szereplők
| Szerep                     | Színész                | Szinkronhang     |
| -------------------------- | ---------------------- | ---------------- |
| Ivy Walker                 | Bryce Dallas Howard    | Pikali Gerda     |
| Lucius Hunt                | Joaquin Phoenix        | Fekete Ernő      |
| Noah Percy                 | Adrien Brody           | Takátsy Péter    |
| Edward Walker              | William Hurt           | Dörner György    |
| Alice Hunt                 | Sigourney Weaver       | Borbás Gabi      |
| August Nicholson           | Brendan Gleeson        | Borbiczki Ferenc |
| Mrs. Clack                 | Cherry Jones           | Andai Györgyi    |
| Vivian Percy               | Celia Weston           | Antal Olga       |
| Robert Percy               | John Christopher Jones | Végh Ferenc      |
| Victor                     | Frank Collison         | Pálfai Péter     |
| Tabitha Walker             | Jayne Atkinson         | Molnár Zsuzsa    |
| Kitty Walker               | Judy Greer             | Ruttkay Laura    |
| Christop Crane             | Fran Kranz             |                  |
| Finton Coin                | Michael Pitt           | Dányi Krisztián  |
| Jamison                    | Jesse Eisenberg        |                  |
| Fiatal biztonsági őr       | Charlie Hofheimer      | Damu Roland      |
| Biztonsági őr az asztalnál | M. Night Shyamalan     | Végh Ferenc      |